# Torø
Torø, Thoro o Thorö es una isla de Dinamarca, situada al sur de Assens en el Mar Báltico. Debe su nombre al dios nórdico Thor. La isla tenía en 2002 3 habitantes, pero actualmente ya se encuentra deshabitada.